# Orthogonia griseosuffusa
Orthogonia griseosuffusa är en fjärilsart som beskrevs av Embrik Strand 1921. Orthogonia griseosuffusa ingår i släktet Orthogonia och familjen nattflyn. Inga underarter finns listade i Catalogue of Life.